# Empogona glabra
Empogona glabra är en måreväxtart som först beskrevs av Karl Moritz Schumann, och fick sitt nu gällande namn av James Tosh och Elmar Robbrecht. Empogona glabra ingår i släktet Empogona och familjen måreväxter. Inga underarter finns listade i Catalogue of Life.